# Xcept you
Xcept You è un singolo della cantautrice italiana Paola Iezzi, pubblicato in formato EP il 19 giugno 2012.

## Descrizione
Scritto da Paola Iezzi e prodotto da Marco Bastianon e Stefano Tirone, il brano è stato ideato come colonna sonora del video della campagna pubblicitaria pubblicitaria del brand Enrico Coveri, trasmesso in televisione e online nel febbraio del 2012. A giugno dello stesso anno, il brano è stato pubblicato all'interno di un EP assieme a quattro remix. Un secondo EP contenente sette nuovi remix del brano, intitolato Xcept You Reloaded, è stato pubblicato nel novembre del 2012.

## Tracce

### Xcept You - EP
1 Xcept You
2 Xcept You (Manuela Doriani & Davide Gubitoso Extended Remix)
3 Xcept You (Alex Molla & Philip Knight Remix)
4 Xcept You (Terry Birardi & Salvo Nurchis Remix)
5 Xcept You (Luca Bisori Remix)

### Xcept You Reloaded - EP
1 Xcept You (Henry John Morgan rmx)
2 Xcept You (Henry John Morgan rmx Extended)
3 Xcept You (Di Lib Rmx)
4 Xcept You (Mixandra Superstylish Bitch rmx)
5 Xcept You (Fabio Genito Bohème Romanza RadioRmx)
6 Xcept You (Fabio Genito Bohème Romanza Extended)
7 Xcept You (Fabio Genito Bohème Pasiòn Dub)

## Classifiche
| Classifica (2012) | Posizione massima |
| ----------------- | ----------------- |
| Italia            | 93                |